# Skupina vamperských dubů
Skupina vamperských dubů jsou dva, v době vyhlášení tři památné stromy duby letní (Quercus robur) ve Vilémově v okrese Chomutov v Ústeckém kraji. Jeden dub, v databázi památných stromů na AOPK vedený pod číslem 102047/2, zanikl (byl vyvrácen) při vichřici v roce 2007.
Rostou v Mostecké pánvi v nadmořské výšce 350 m při silnici z Kadaně do Podbořan. 

## Základní údaje
Obvody kmenů měří 351 a 340 cm, koruny stromů dosahují do výšky 14 metrů (měření 2009). V roce 2009 bylo stáří stromů odhadováno na 250 let.
Duby jsou chráněné od roku 1997 jako ochrana genofondu a stromy významné vzrůstem.

## Stromy v okolí
- Dolní hradecký dub
- Horní hradecký dub
- Vilémovský dub
- Račetický dub